# Gracechurch Street
Gracechurch Street est une rue de la Cité de Londres, centre historique et financier de Londres.
Elle abrite un certain nombre de boutiques, de restaurants et de bureaux et possède une entrée au Marché de Leadenhall, un marché couvert datant du xive siècle.

## Description
À son extrémité sud, la rue commence près du monument de Christopher Wren en souvenir du Grand incendie de Londres et a une jonction avec King William Street, Eastcheap et Cannon Street. En direction du nord, elle traverse Lombard Street et Fenchurch Street et se prolonge vers Bishopsgate, qui marque le début de la route A10 vers King's Lynn.
Le Marche de Leadenhall, un marché couvert datant du xive siècle et une structure classée Grade II depuis 1972, est l'attraction la plus connue de la rue.
La gare principale la plus proche est Fenchurch Street et la station de métro de Londres la plus proche est Monument. Le code postal de la rue est EC3V.

## Histoire
Le mot Gracechurch dérive de Garscherchestrete, Gres-cherch et Gras-cherche, avec Gracechurch qui n'est utilisé qu'après la destruction de la rue lors du Grand incendie de Londres en 1666. La rue est au cœur du Londinium et se situe directement sur le site de la basilique et du forum.
À l'époque médiévale, un marché au maïs était organisé par St Benet Gracechurch (en) (une église détruite dans le grand incendie) à la jonction avec Lombard Street, avec des vendeurs chargés d'y vendre leurs marchandises. L'existence de ces marchés peut être vue à partir de la dérivation de leurs noms, gaers ou gers signifiant un brin d'herbe ou d'herbe et faenum signifiant foin.
La Société religieuse des amis (Quakers) avait autrefois une maison de réunion sur Gracechurch Street. William Penn est arrêté le 14 août 1670 pour avoir prononcé un sermon dans la rue devant le bâtiment après s'être vu interdire de prêcher à l'intérieur. Il a été incendié en 1821 mais reconstruit plus tard. Beaucoup de ses membres avaient déjà déménagé à Stoke Newington, à quelques kilomètres au nord.
Le premier autobus scolaire au monde a été mis en place pour circuler entre la Newington Academy for Girls (en), une école quaker créée en 1824, et Gracechurch Street Meeting House. Pendant un certain temps, il est devenu l'une des réunions Quaker les plus importantes, et le quartier qui l'entoure le centre de la communauté d'affaires Quaker de la ville. Au xviiie siècle, 20 à 25 % de la population immédiate étaient des Quakers.
Au cours de son histoire, la rue prend aussi le nom de Gracious Street.
Gracechurch Street faisait partie du parcours du marathon des Jeux olympiques et paralympiques de 2012. Le marathon olympique féminin a eu lieu le 5 août 2012 et celui masculin le 12 août. Les marathons paralympiques ont eu lieu le 9 septembre,.

## Culture
Gracechurch Street est mentionnée dans Orgueil et préjugés de Jane Austen comme étant la maison de Mr et Mrs Gardiner, l'oncle et la tante des cinq sœurs Bennet. L'ancienne auberge du Cygne à deux cous (Swan-with-Two-Necks) est le théâtre de la rencontre d'Estella avec Pip dans Les Grandes Espérances de Charles Dickens.
La rue a donné son nom au centre commercial Gracechurch à Sutton Coldfield par la société immobilière basée à Gracechurch Street responsable de sa création.